# Полесе (Сьредський повіт)
Полесе (пол. Polesie) — село в Польщі, у гміні Занемишль Сьредського повіту Великопольського воєводства.
Населення — 106 осіб (2011).
У 1975-1998 роках село належало до Познанського воєводства.

## Демографія
Демографічна структура станом на 31 березня 2011 року:
|          | Загалом | Допрацездатний вік | Працездатний вік | Постпрацездатний вік |
| -------- | ------- | ------------------ | ---------------- | -------------------- |
| Чоловіки | 52      | 17                 | 33               | 2                    |
| Жінки    | 54      | 15                 | 32               | 7                    |
| Разом    | 106     | 32                 | 65               | 9                    |